# Vedbæk (Rudersdal)
Vedbæk ist eine Siedlung in der Kirchspielsgemeinde (dän.: Sogn) Vedbæk Sogn am Øresund auf der dänischen Insel Seeland. Bis 1970 gehörte sie zur Harde Sokkelund Herred im damaligen Københavns Amt, danach zur Søllerød Kommune im „neuen“ Københavns Amt, die im Zuge der Kommunalreform zum 1. Januar 2007 in der Rudersdal Kommune aufgegangen ist. Statistisch gehört die Siedlung zum geschlossenen Siedlungsgebiet Hørsholm, das insgesamt 47.836 Einwohner hat, davon 13.452 in der Rudersdal Kommune. Vedbæk selbst hat ca. 3000 Einwohner, die Kirchspielsgemeinde 7.701 Einwohner (Stand: 1. Januar 2023).

## Archäologischer Fundplatz
Das Gräberfeld der mesolithischen Ertebølle-Kultur in Bogebakken-Vedbæk liegt im Gøngehusvej zwischen Rungsted und Skodsborg. Es wird auf ca. 4000 v. Chr., also in die Endphase der Kultur datiert.
Das Gräberfeld wurde in den 1970er Jahren von Svend Erik Albrethsen und Erik Brinch-Petersen ausgegraben und publiziert. Sie fanden die Überreste von 17 Personen in rechteckigen oder ovalen Gruben. Es wurden Körper- und Brandgräber als Einzel- und Doppel-Gräber gefunden, darunter auch Kindergräber und das Grab eines Hundes. Ein Neugeborenes wurde auf einer Holzplatte begraben. Rund um das Kind fanden sich Spuren von Ocker. In Grab 8 war eine junge Frau mit Kind bestattet. Das Grab enthielt unter anderem etwa 200 Wildschwein- und Hirschzähne, Schneckengehäuse und Ocker. Das Kind lag auf dem Ende eines Schwanenflügels.
Vedbæk wird als Hinweis auf eine soziale Schichtung unter Jägern und Sammlern interpretiert.

## Historische Häuser

### Enrum

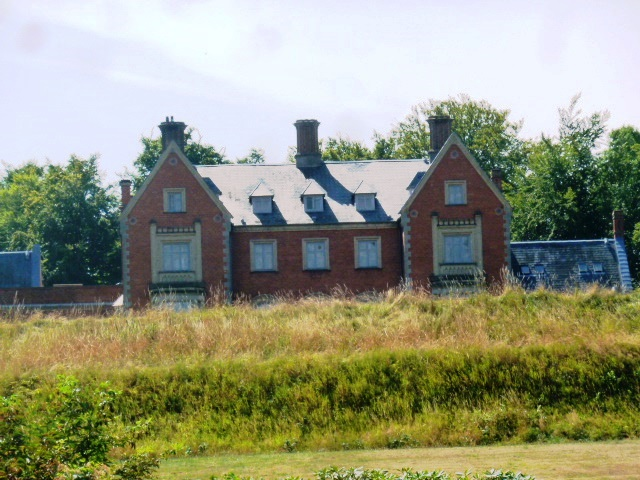
Enrum

Enrum ist das älteste und größte der alten Landhäuser in Vedbæk. Das erste Haus wurde 1731 vom königlichen Diener Georg Chr. Jakobi auf Land gebaut, das dem König gehörte. Ein späterer Besitzer war der Kaufmann Conrad Alexander de Tengnagel, der ein neues Haus inmitten eines grandiosen romantischen Parks baute. Im Jahre 1845 verkaufte er Enrum an den Grafen Christian Danneskiold-Samsøe, den Besitzer von Gisselfeld. Dieser beauftragte Johan Daniel Herholdt, ein neues Haus in englischem Stil zu entwerfen. Das Haus wurde später in Büros umgewandelt.

### Sølyst

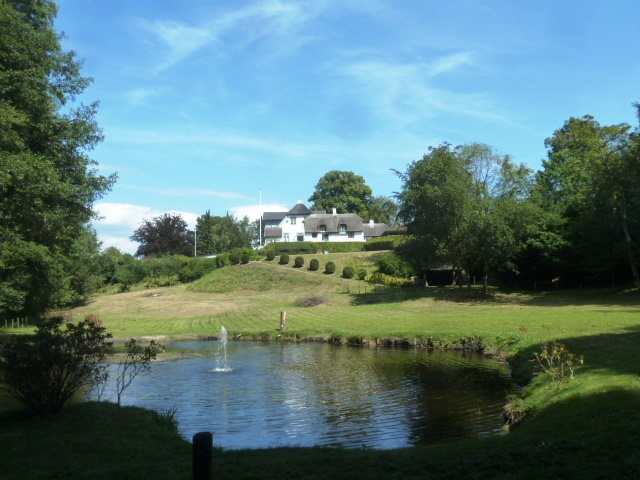
Sølyst

Sølyst wurde 1847 nach Entwürfen von Niels Sigfred Nebelong für G.B.G. Sehested gebaut. Das Haus wurde 1915 umgebaut.

### Miramara
Miramara (Vedbæk Stradvej 350) liegt auf einem Hügel südlich der Marina von Vedbæk. Das Haus wurde 1887 vom Textilfabrikanten William Salomonsen auf dem Gelände des ehemaligen Zollhauses gebaut. Es wurde von Hack Kampmann entworfen und spielte eine Rolle bei der Rettung der dänischen Juden während des Zweiten Weltkriegs.

### Bakkehuset

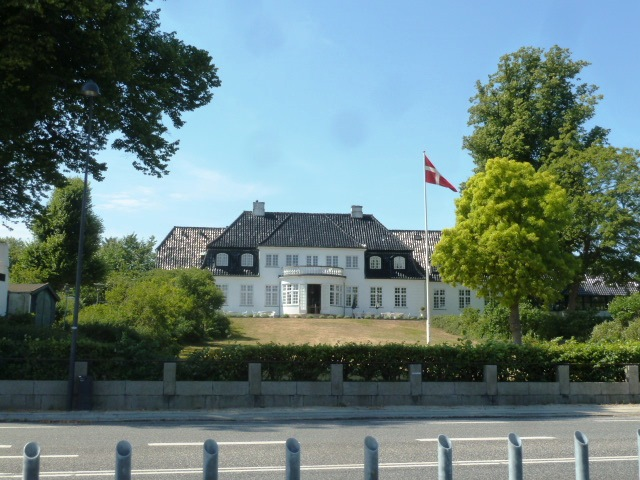
Bakkehuset

Bakkehuset wurde 1811 vom Bankier und Schiffseigner Lauritz Nicolai Hvidt gekauft und diente seiner Familie mehr als ein Jahrhundert lang als Sommerresidenz. Im Jahr 1915 wurde das Anwesen von dem wohlhabenden Börsenmakler Johan Levin erworben. Er baute das heutige Haus und legte einen großen Park an, von dem heute nur noch der Spiegelteich und ein kleiner See mit einer chinesischen Brücke existieren. Das Haus ist heute im Besitz der Stadtverwaltung Rudersdal und wird als Aktivitätszentrum für Senioren genutzt.

## Kirche

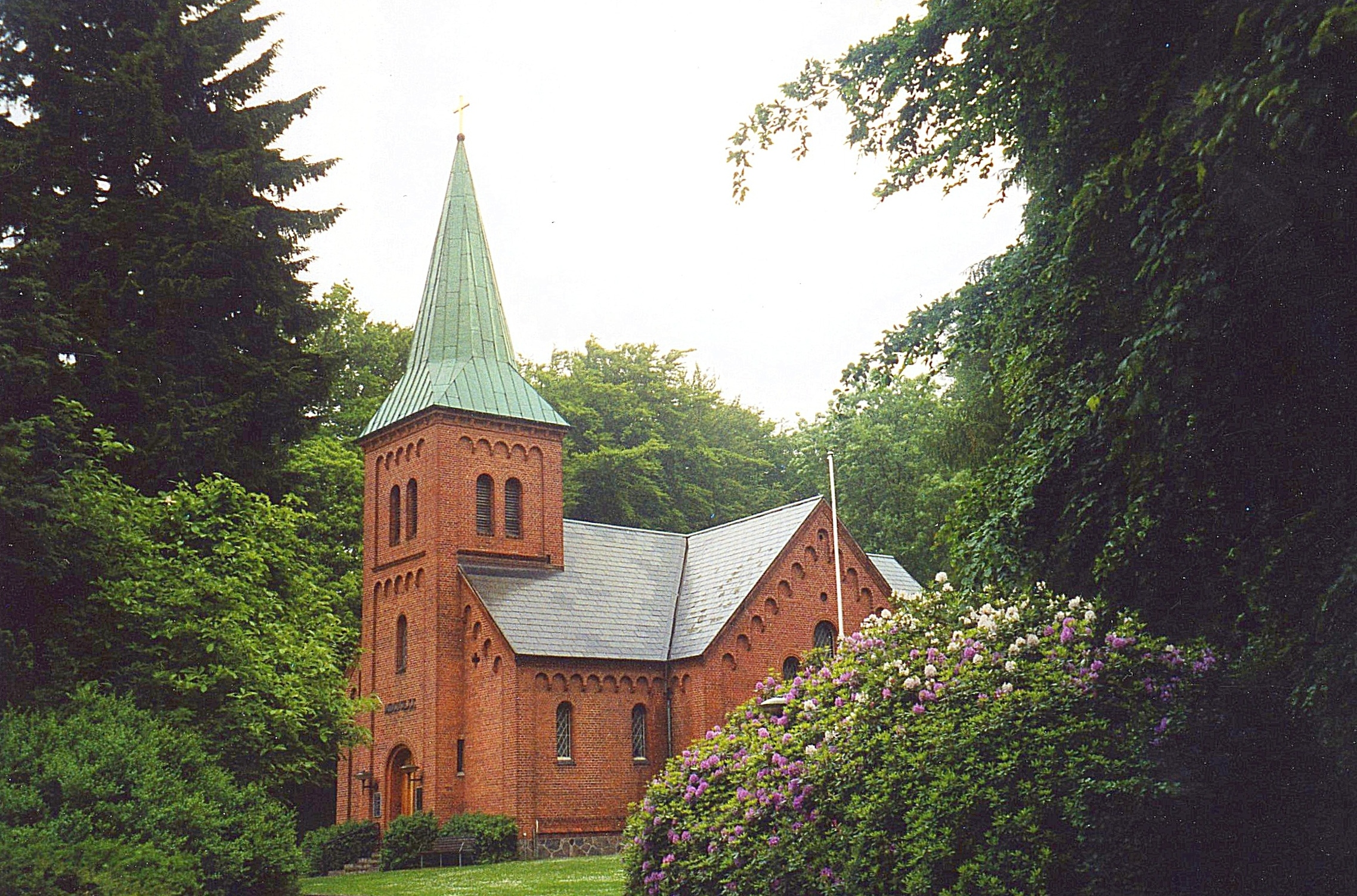
Vedbæk Kirke

Die Vedbæk-Kirche wurde von den Familien Hvidt aus Enrum und Grøn aus Rolighed als Privatkapelle gebaut. Das historische Gebäude wurde von Vilhelm Tvede entworfen und 1871 fertiggestellt. Seit 1923 dient es als Pfarrkirche des Vedbæk Sogn.

## Parks und offene Flächen
Der Nord- und Südstrand von Vedbæk liegen am Yachthafen Vedbæk und sind die beliebtesten Strände der Kommune Rudersdal. Der Nordstrand umfasst sowohl einen Sandstrand als auch eine Grasfläche mit verstreuten Solitärbäumen. Der Südstrand bietet eine rein natürliche Umgebung mit Dünen und Strandvegetation.

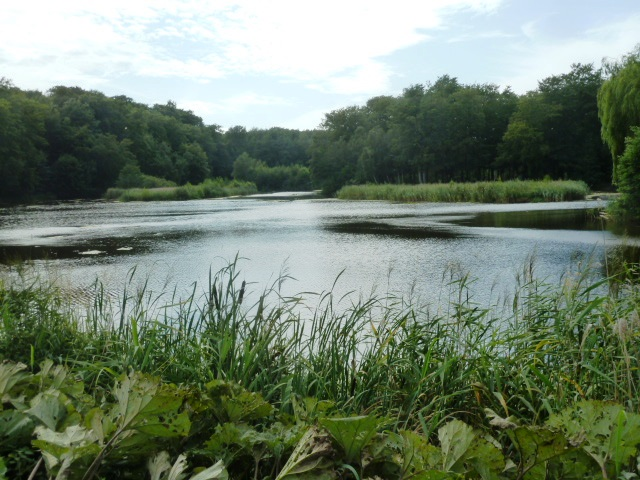
Enrum-Teich

Der Wald von Enrum hat eine Fläche von 31 Hektar. Er grenzt an den Wald von Trørød und ist für die Öffentlichkeit zugänglich, da er von der dänischen Naturschutzbehörde für 50 Jahre gepachtet wurde. Der südliche Teil des Waldes wird von einem kleinen See, dem Enrum-Teich (Enrum-Damm), einem Moorgebiet und Wiesen bedeckt. Der Rest besteht hauptsächlich aus Buchenwald. Im westlichen Teil des Waldes, in der Mittelachse des Hauptgebäudes, steht die Freundschaftssäule. Im nördlichen Teil des Waldes steht die König-Karls-Quelle (Kong Carls Kilde), die angeblich König Karl XII. von Schweden bei der Abreise seiner Truppen aus dem Hafen von Vedbæk im Jahr 1700 versorgte.

## Verkehr

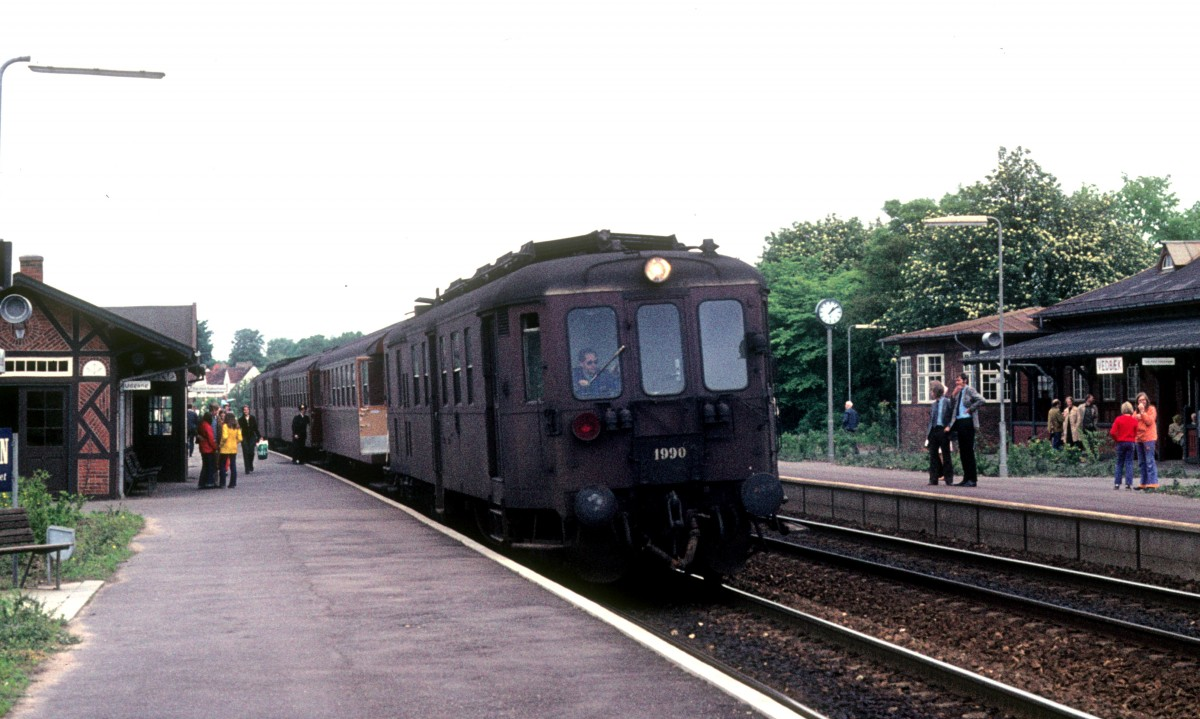
Bahnhof Vedbæk

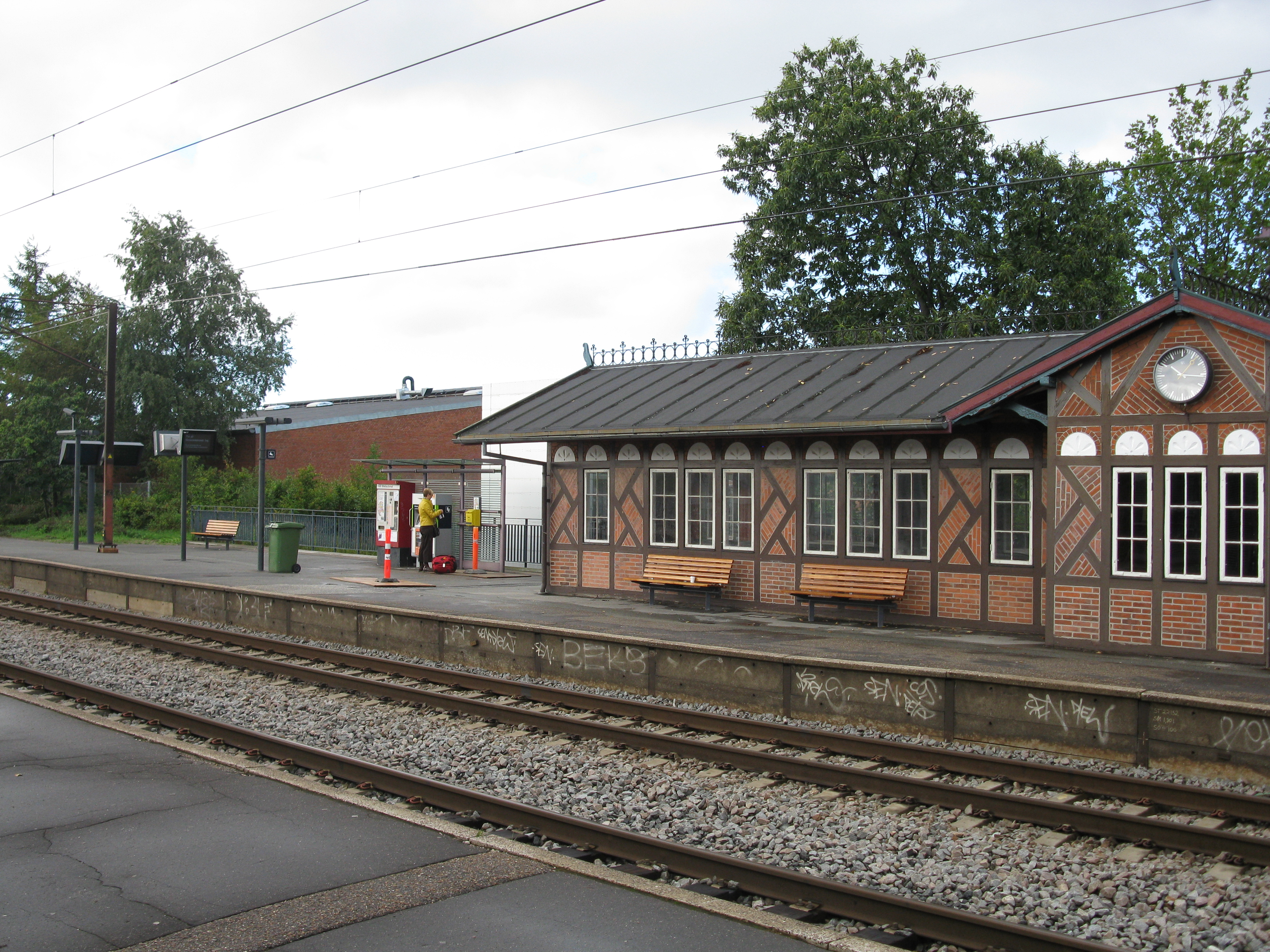
Vedbæk Station

Der Bahnhof Vedbæk ist ein Regionalbahnhof der Küstenstrecke, der den Öresundzug zwischen Helsingør und Malmö bedient. Der Bahnhof ist wie die anderen Bahnhöfe der Küstenlinie von Heinrich Wenck im nationalromantischen Stil gestaltet.
Vedbæk war früher auch mit Lyngby per Eisenbahn verbunden. Die Lyngby-Vedbæk-Linie wurde hauptsächlich für die Industriebetriebe entlang des Mølleåen gebaut. Sie wurde 1900 eröffnet, blieb aber wirtschaftlich erfolglos, und die Strecke von Nærum nach Vedbæk wurde am 1. Januar 1923 geschlossen. Die Bahn wurde später in Lyngby-Nærum-Linie umbenannt.
Die Movia-Buslinien 193, 195 und 388 bedienen Vedbæk.

## Persönlichkeiten

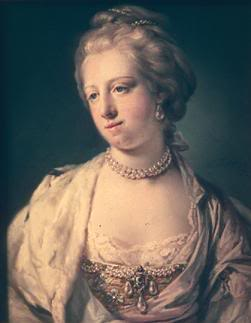
Princess Caroline Mathilde

### Staat
- Caroline Mathilde von Hannover (1751–1775), Königin von Dänemark und Norwegen durch Heirat mit König Christian VII. 1771 bezog der Hof eine Sommerresidenz auf Schloss Hirschholm, wo sie eine neue Sommervilla, Frydenlund in Vedbæk, plante.
- Bodil Hellfach (1856–1941), bahnbrechende dänische Krankenschwester, stellvertretende Vorsitzende der dänischen Krankenpflegeorganisation (Dansk Sygeplejeråd, DSR) 1899–1907, Vorstandsmitglied des Erholungsheims der DSR in Vedbæk
- Ingeborg Hansen (1886–1954 in Vedbæk), dänische Juristin, 1950 zur Landstingsprecherin gewählt, erste weibliche Parlamentspräsidentin der Welt.

### Kunst

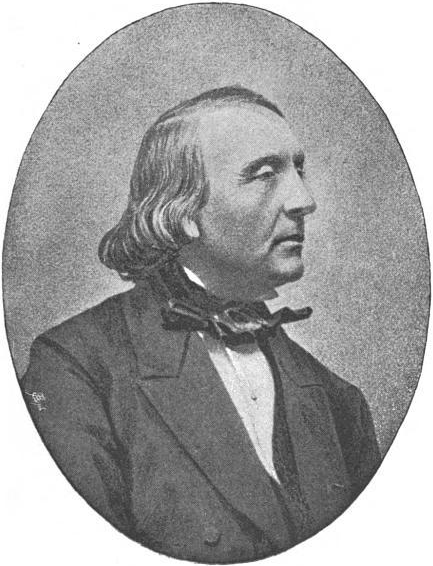
Andreas Munch

- Andreas Munch (1811 – 1884 in Vedbæk), norwegischer Dichter, Romancier, Dramatiker und Zeitungsredakteur, der als erster Mensch vom norwegischen Parlament eine Dichterrente erhielt
- Carl Baagøe (1829–1902), Maler
- Georg Høeberg (1872 – 1950 in Vedbaek), Violinist, Dirigent und Komponist
- Aksel Andersen (1912 – 1977 in Vedbæk), in Amerika geborener, dänischer klassischer Organist, Komponist und Akademiker
- Bodil Kjer (1917 – 2003 in Vedbæk), dänische Schauspielerin, deren Talent und Charisma ihr den Status einer Primadonna und den Titel der First Lady des dänischen Theaters einbrachte[10]
- Kristor Brødsgaard (born 1979 in Vedbæk), Bassist

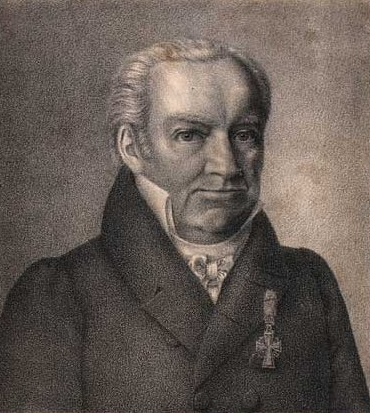
JD Herholdt, 1830

### Architekten und Unternehmer
- Ernst Brandenburger (1689 – 1713), dänischer Baumeister und Unternehmer, ab 1700 besaß er eine Ziegelei in Vedbæk
- Niels Sigfred Nebelong (1806–1871), dänischer Architekt im Stil des Historismus, Kopenhagener Stadtarchitekt von 1863, entwarf 1847 das Landhaus Sølyst, Vedbæk, das 1915 umgestaltet wurde.
- Johan Daniel Herholdt (1818–1902), Architekt
- Gustav Bartholin Hagen (1873–1941), Architekt, spezialisiert auf Privatvillen
- Gudmund Nyeland Brandt (1878–1945), dänischer Landschaftsarchitekt, u. a. Makiri, Villa Garden bis Villa Nympha für Helge Jacobsen in Vedbæk (1930–31)
- Søren Skou (geboren 1964), CEO Maersk Linje

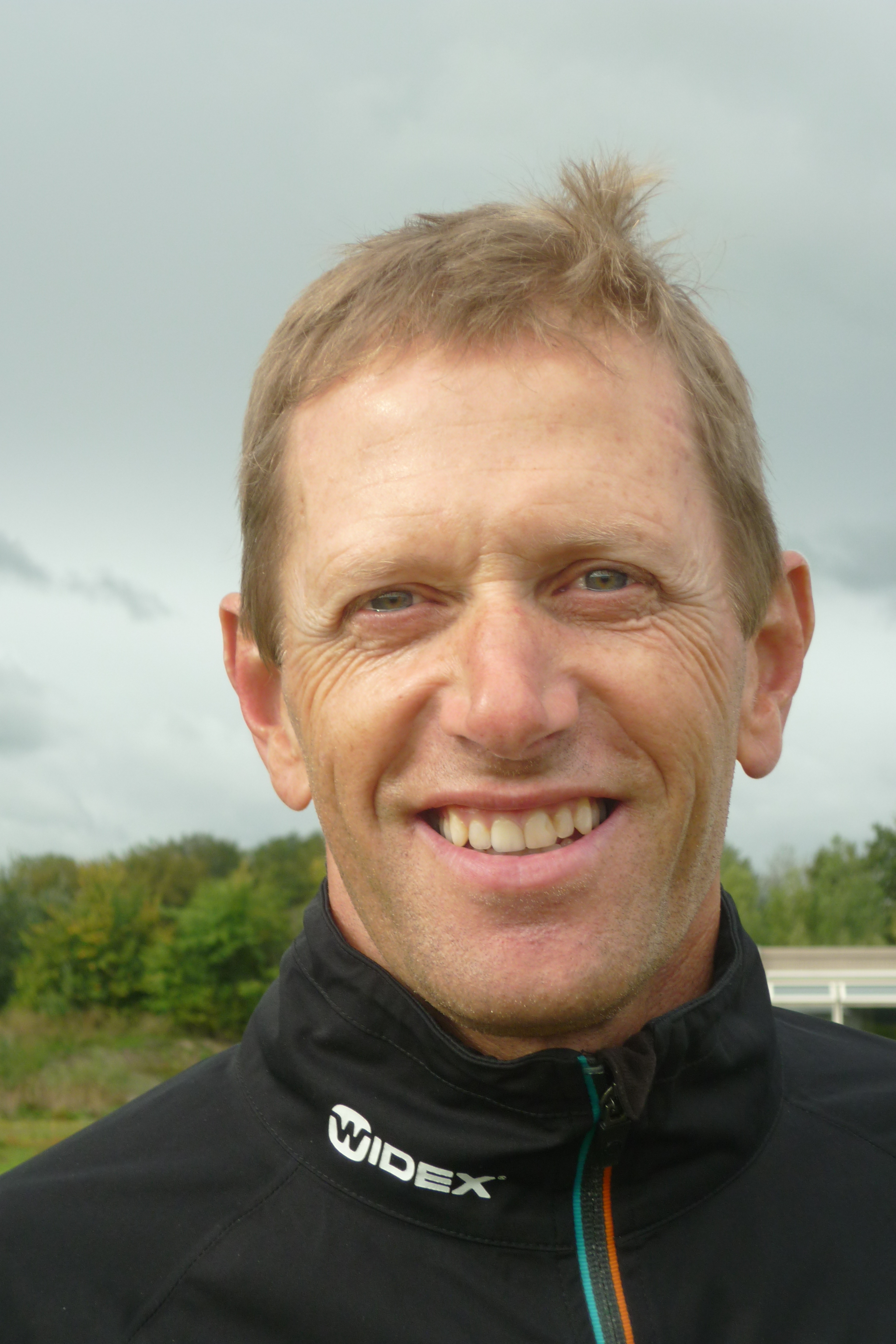
Steen Tinning, 2013

### Sport
- Hans Andresen (* 1927 in Vedbæk; † 2014), dänischer Radsportler, nahm an den Olympischen Sommerspielen 1948 und 1952 sowie an der Tour de France 1958 teil.
- Steen Tinning (* 1962), Profigolfer auf der European Senior Tour, lebt in Vedbæk.
- Martin Laursen (* 1977), dänischer Fußballspieler, ließ sich in Vedbæk nieder und arbeitete als Fußballexperte für Sky Sports und als Co-Kommentator für den dänischen Sender TV 2.
- William Clem (* 2004), Fußballspieler